# Maskerduif
De maskerduif (Oena capensis) is een in Afrika voorkomende vogel. Het is de enige soort van het geslacht Oena. De vogel wordt ook als kooivogel gehouden.

## Uiterlijk
De vogel is 22 tot 26 cm lang, inclusief de 10 tot 12 cm lange staart. Het is een zeer kleine duif, het lijf van de vogel is nauwelijks groter dan dat van een huismus. Het mannetje heeft een zwart "gezicht", borst en hals. De rugzijde is bruinachtig grijs. Het vrouwtje is bruinachtig grijs met een nog lichtere onderzijde en mist het zwarte masker. De staart loopt trapsgewijs af en de staartveren zijn grotendeels zwart. De vleugels zijn roestbruin.

## Leefwijze
Het voedsel bestaat uit allerlei soorten zaden, groenvoer en miereneieren. De vogels zijn behendige vliegacrobaten, die bij het neerkomen de staart als een brede waaier uitspreiden.

## Voortplanting
In het wild maken ze een plat nest van kleine worteltjes en gras in dichte struiken. De pop legt twee roomkleurige eieren. De broedtijd bedraagt twee weken. Meerdere broedsels per seizoen zijn helemaal geen uitzondering. Na 16 tot 18 dagen zijn de jongen al in staat om te vliegen.

## Verspreiding en leefgebied
Er zijn twee ondersoorten:
- O. c. capensis: Afrika ten zuiden van de Sahara, Socotra en het Midden-Oosten van Cyprus tot zuidwestelijk Iran.
- O. c. aliena: Madagaskar.

De vogel komt wijd verspreid voor in droog gebied, zowel halfwoestijnen met acacia's, als agrarisch landschap. Het is bijvoorbeeld een zeldzame broedvogel in Zuid-Israël. Het zijn uitgesproken grondvogels , die altijd te vinden zijn tussen de beplanting

## Status
De grootte van de populatie is niet gekwantificeerd. De maskerduif is vaak algemeen of zelfs talrijk, men veronderstelt dat de soort in aantal vooruit gaat. Om deze redenen staat deze duif als niet bedreigd op de Rode Lijst van de IUCN.

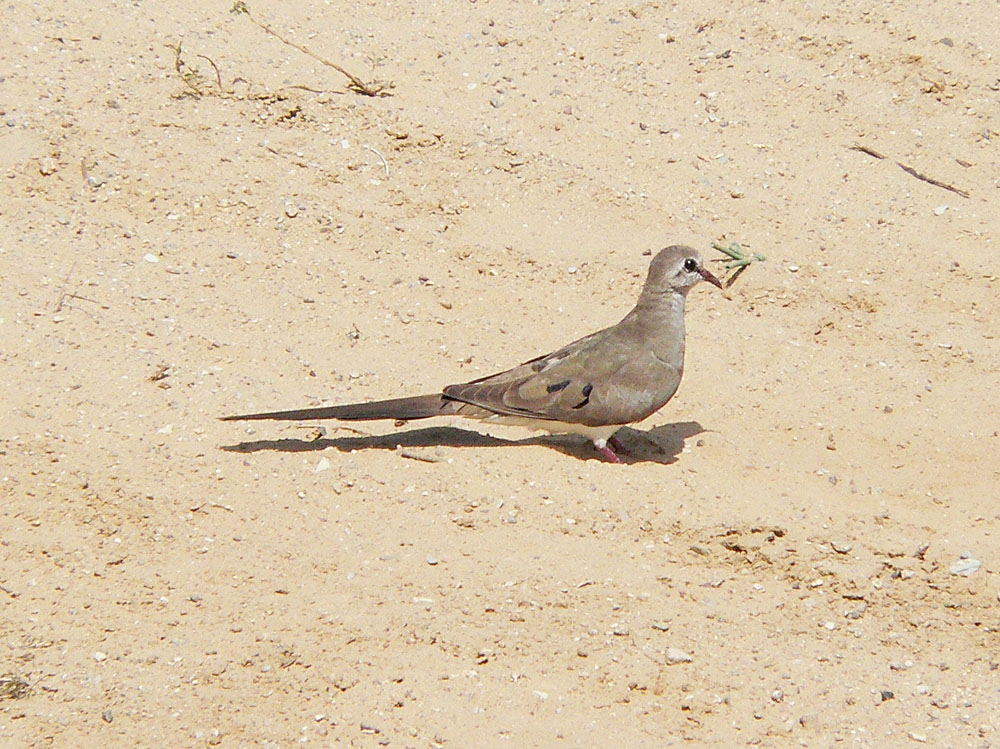
Vrowtje
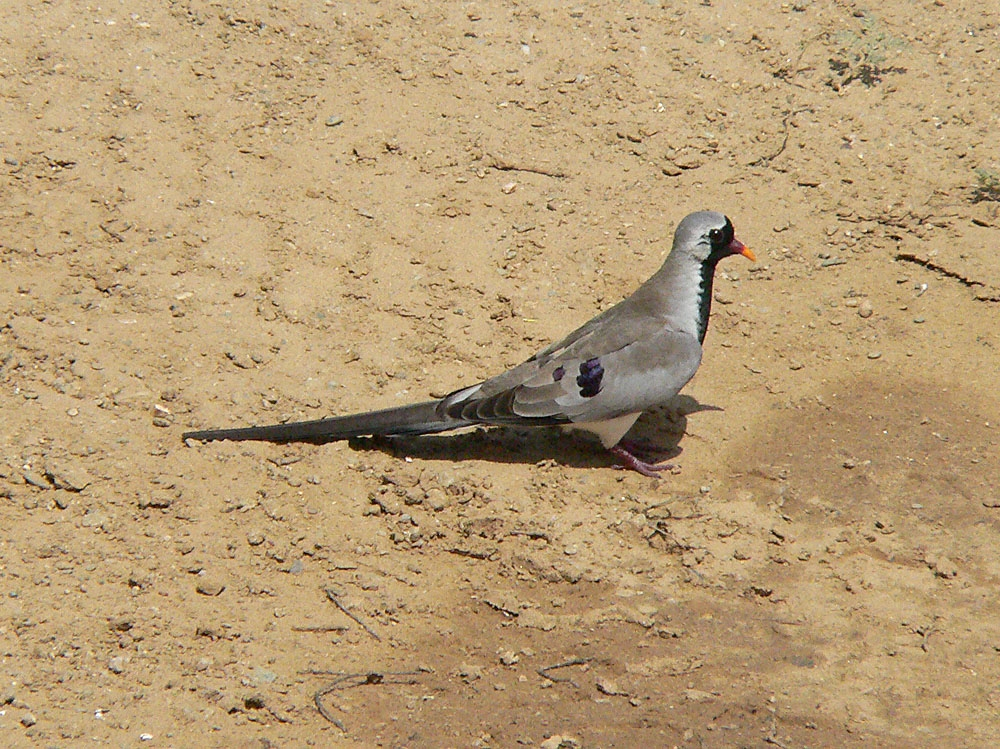
Mannetje
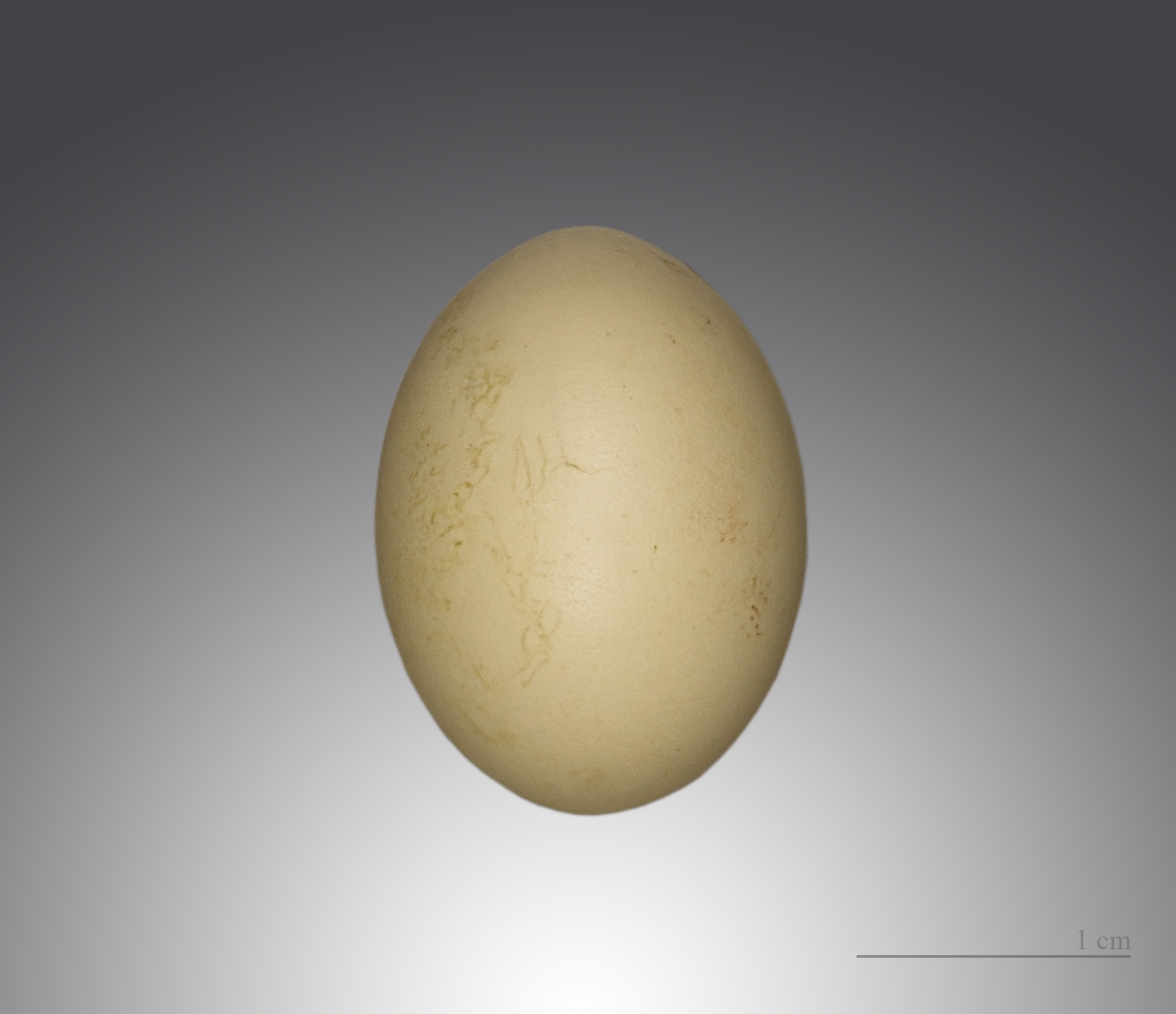
Ei uit collectie

## Verzorging als siervogel
Ze eten allerlei soorten zaad, miereneieren en af en toe een meelworm. Tevens staat er groenvoer op hun menu.